# Maluenda
Maluenda est une commune d’Espagne, dans la province de Saragosse, communauté autonome d'Aragon comarque de Comunidad de Calatayud.

## Géographie

### Localisation
La commune de Maluenda se situe au sud-ouest de la Province de Saragosse, elle-même située à l’ouest de l’Aragon (communauté autonome). À vol d’oiseau, Maluenda se situe à 73 kilomètres de Saragosse, chef-lieu de la communauté autonome.
La commune se situe au sein du comarque de Comunidad de Calatayud.

### Villes limitrophes
| Paracuellos de Jiloca | Paracuellos de Jiloca      | Villalba de Perejil |
| Munébrega             | Maluenda                   | Belmonte de Gracian |
| Olvés                 | Morata de Jiloca et Alarba | Velilla de Jiloca   |

### Accès et transports
La commune de Maluenda est traversée par la N-234, entre les kilomètres 250 et 252. De plus, une route permet de rejoindre directement la ville de Olvés, située au sud-ouest.

## Politique et administration
La commune de Maluenda dispose depuis 2019 de 7 sièges au sein de son conseil municipal, du fait de sa population. Auparavant, elle en disposait de 9. 
L’actuelle maire de la commune est Maria Carmen Herrero Abián, du parti Ciudadanos (sous l’étiquette Ciudadanos-Tú Aragón). Elle est en poste depuis 2011.

### Liste des Maires
| Période                                  | Période  | Identité                   | Étiquette  | Qualité |
| ---------------------------------------- | -------- | -------------------------- | ---------- | ------- |
| 1995                                     | 1999     | Melquiades López Simón     | PP         |         |
| 1999                                     | 2003     | Maria Carmen Herrero Abián | PP         |         |
| 2003                                     | 2011     | Pascual Lallana Hernández  | PP         |         |
| 2011                                     | En cours | Maria Carmen Herrero Abián | Ciudadanos |         |
| Les données manquantes sont à compléter. |          |                            |            |         |